# Cicindela sexguttata
Cicindela sexguttata är en skalbaggsart som beskrevs av Fabricius 1775. Cicindela sexguttata ingår i släktet Cicindela och familjen jordlöpare. Inga underarter finns listade i Catalogue of Life.

## Bildgalleri

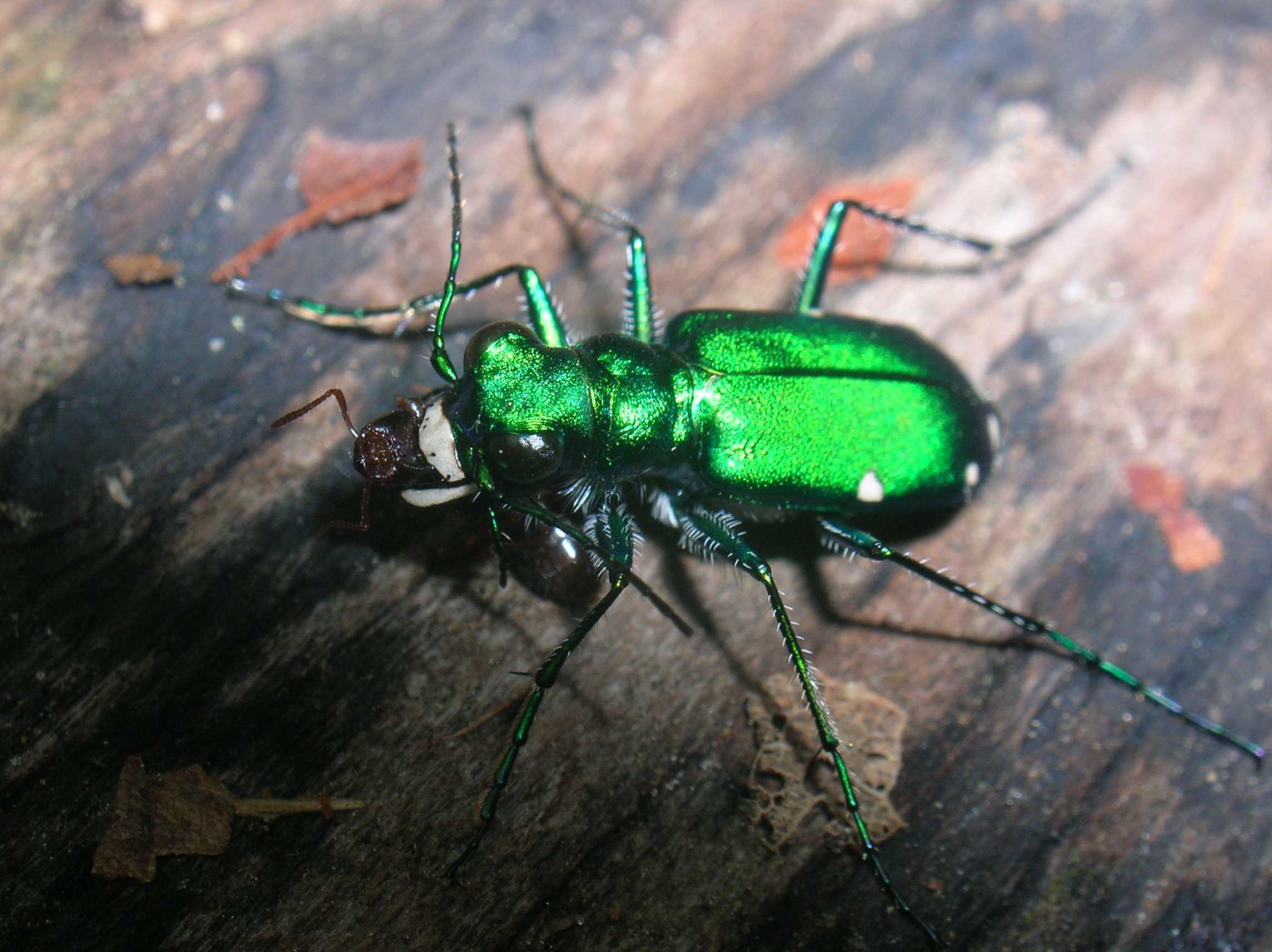
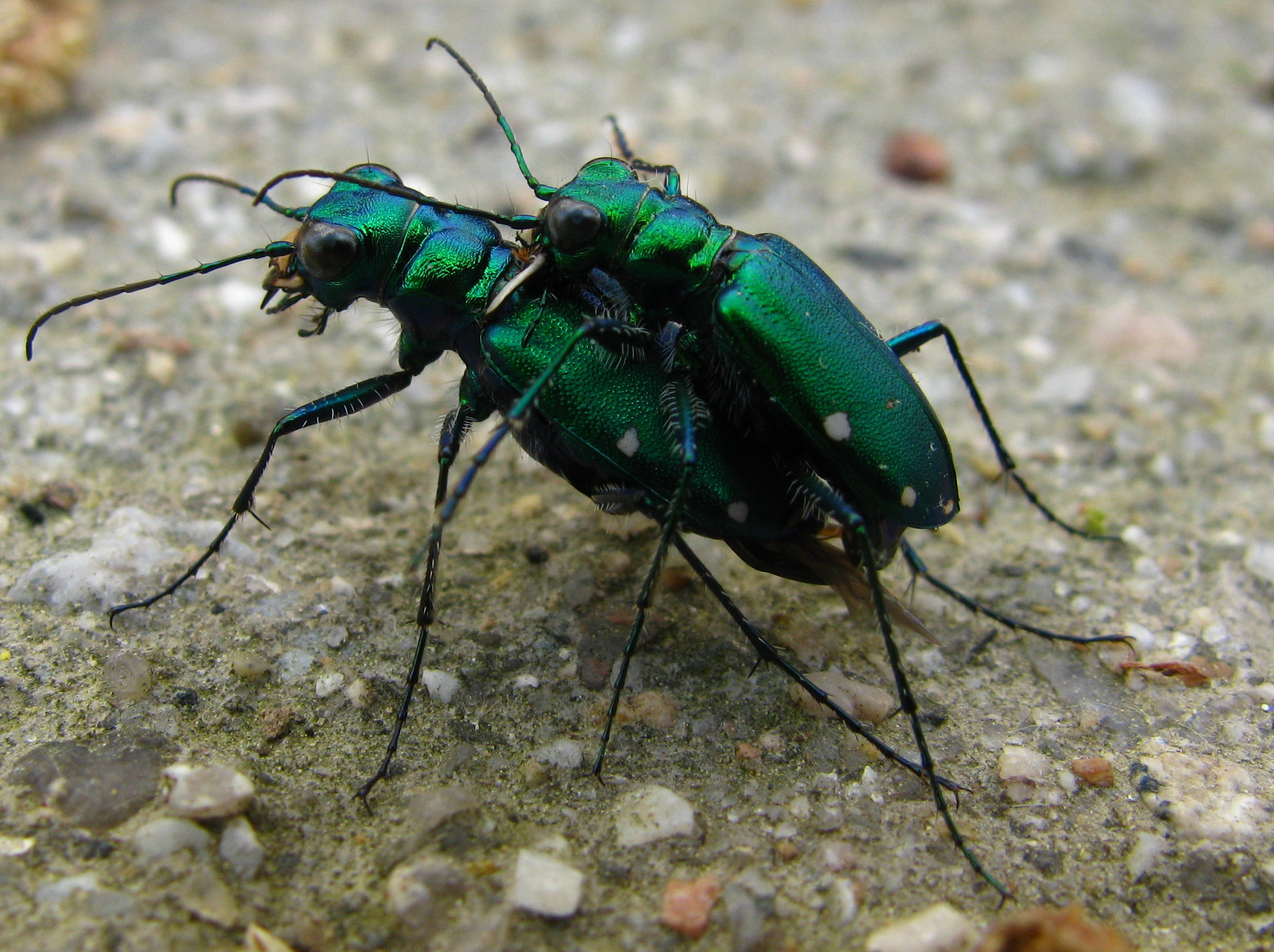
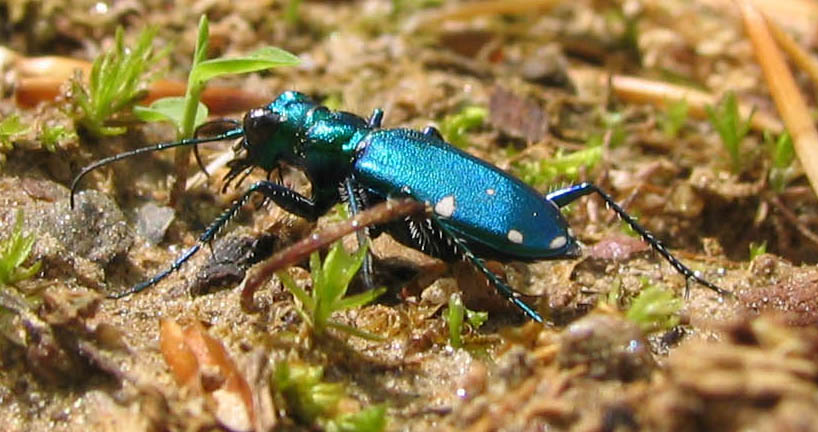
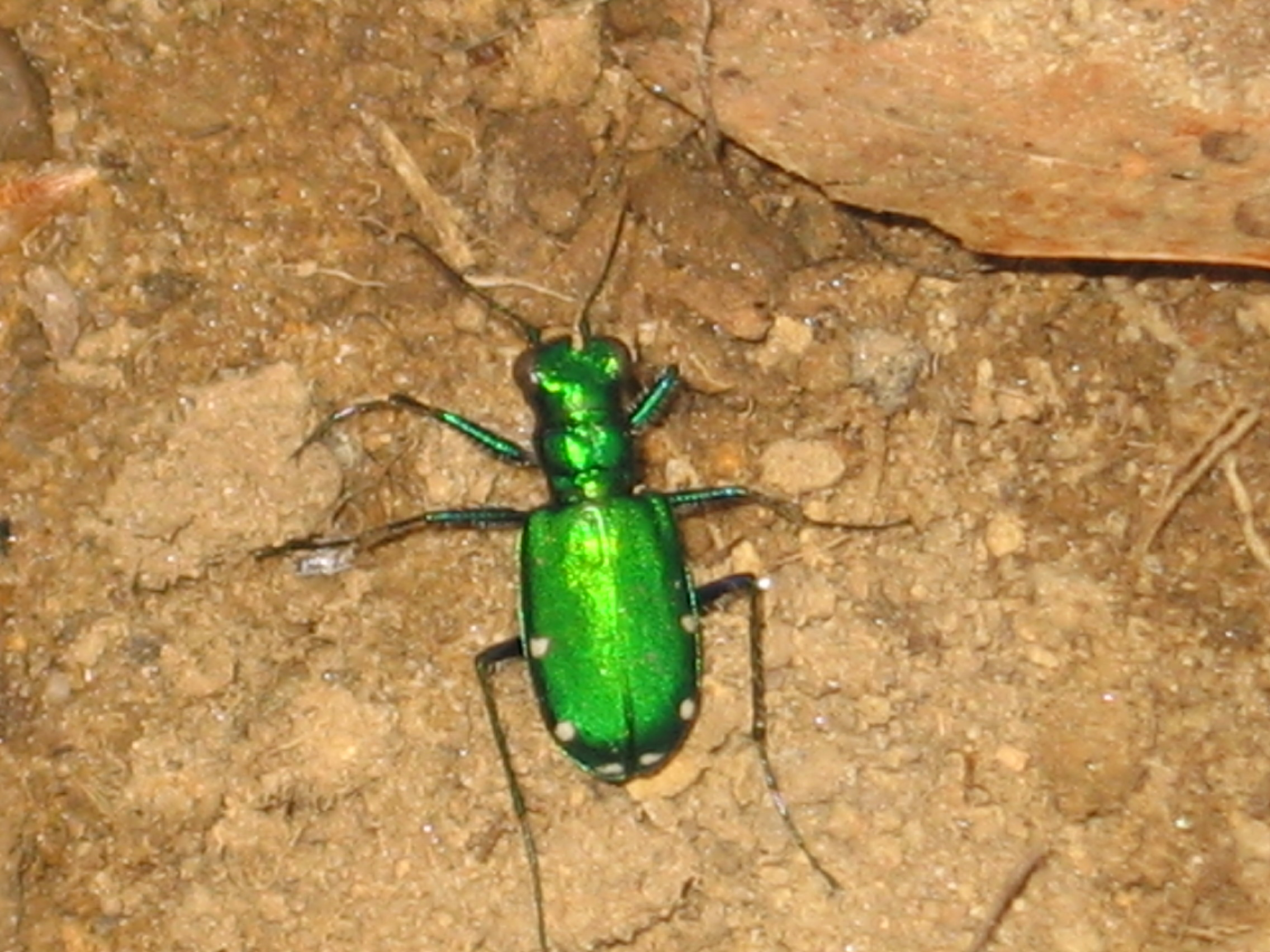
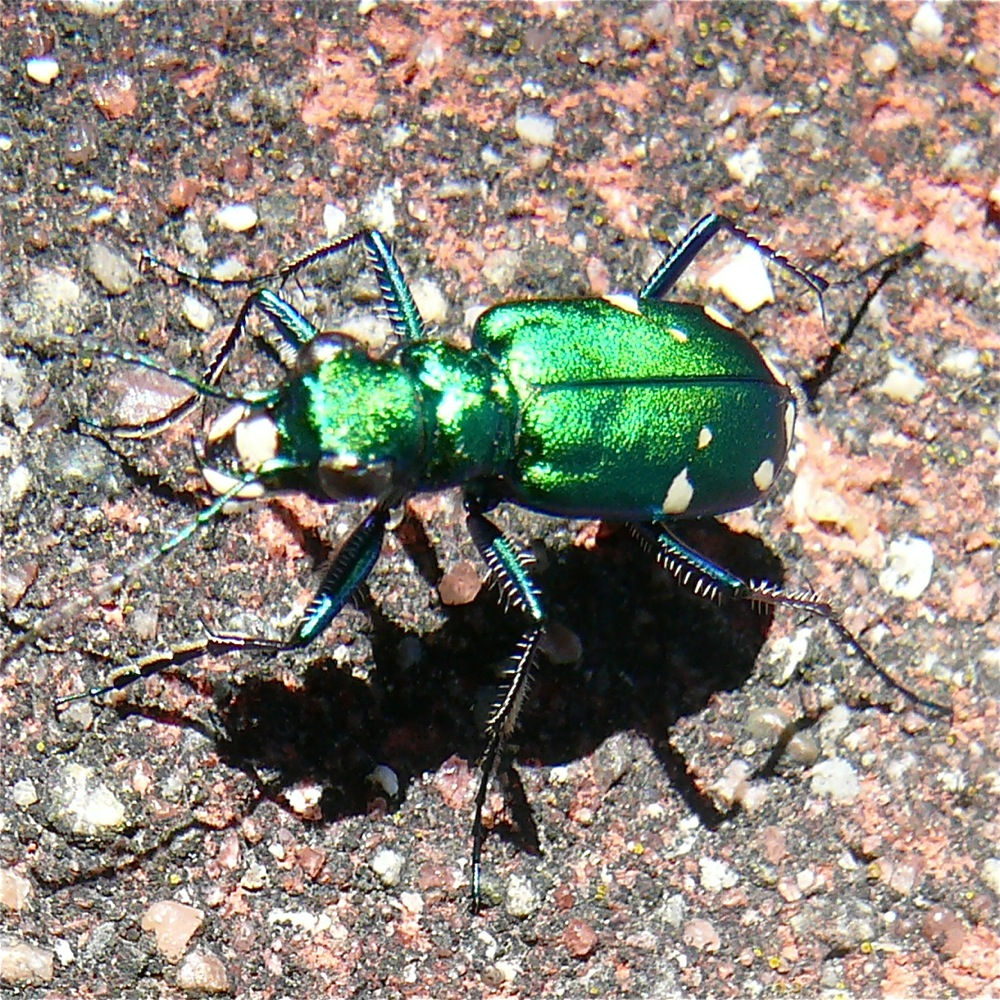
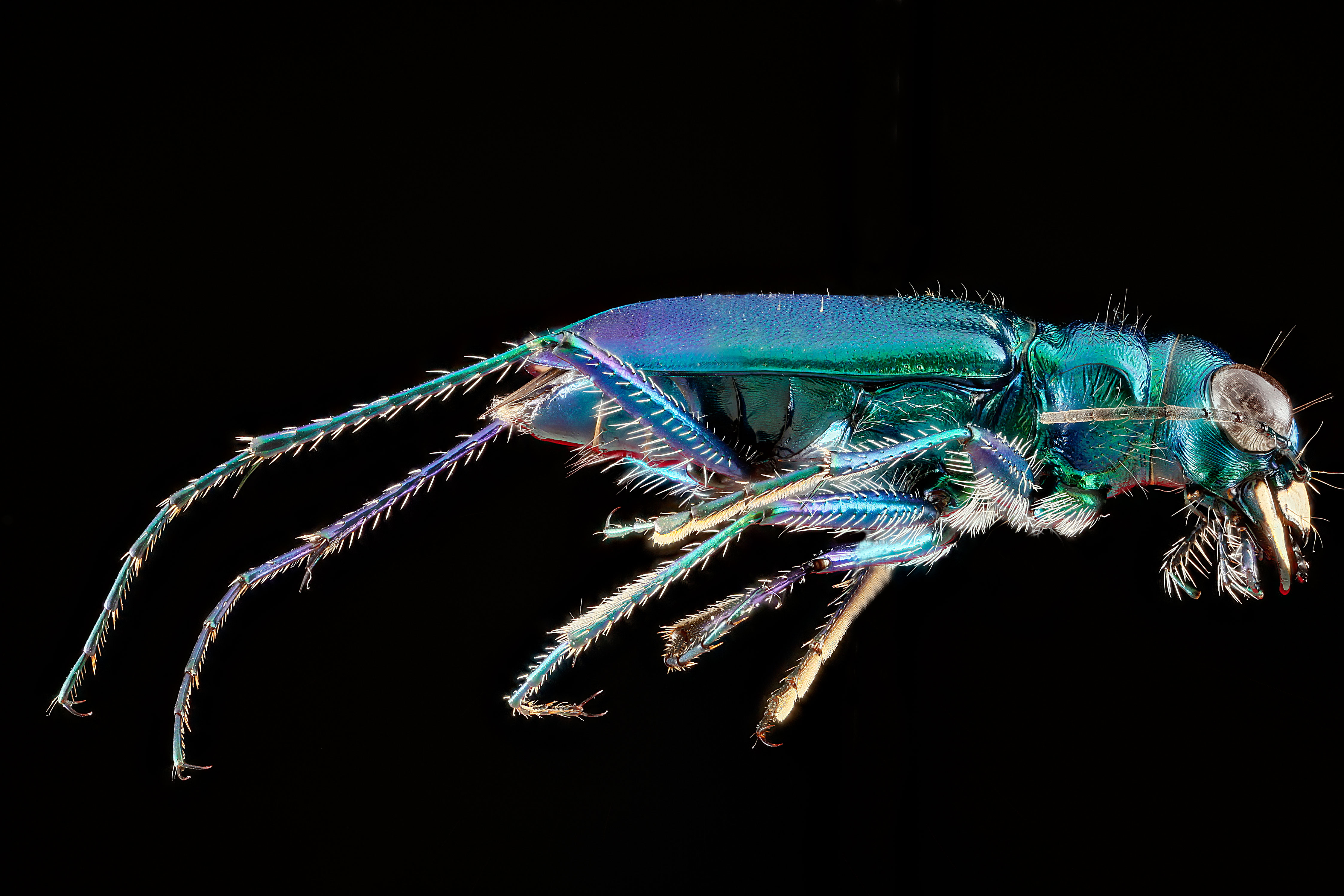